# Виньеи
Виньеи́ (фр. Wignehies) — коммуна во Франции, регион О-де-Франс, департамент Нор, кантон Фурми в 110 км от Лилля и в 55 км от Валансьена и Шарлеруа, в 8 км от национальной автомагистрали N2.
Население (2017) — 2 903 человека.

## Экономика
Структура занятости населения:
- сельское хозяйство — 4,0 %
- промышленность — 14,0 %
- строительство — 4,0 %
- торговля, транспорт и сфера услуг — 15,2 %
- государственные и муниципальные службы — 62,9 %

Уровень безработицы (2017) — 26,7 % (Франция в целом — 13,4 %, департамент Нор — 17,6 %). 

Среднегодовой доход на 1 человека, евро (2017) — 15 950 (Франция в целом — 21 110, департамент Нор — 19 490)..

## Демография
Динамика численности населения, чел.

## Администрация
Пост мэра Виньеи с 2020 года занимает Жан-Ги Бертен (Jean-Guy Bertin). На муниципальных выборах 2020 года возглавляемый им блок одержал победу во 2-м туре, получив 50,46 % голосов.

## Города-побратимы
- Боксиг, Румыния